# Steinwaldhütte
Die Steinwaldhütte ist eine Selbstversorgerhütte der Sektion Regensburg des Deutschen Alpenvereins in Pfaben, einem Ortsteil der Stadt Erbendorf im Oberpfälzer Landkreis Tirschenreuth.

## Lage
Die Hütte ist am Waldrand etwas außerhalb von Pfaben auf 701 m ü. NHN gelegen. Als Selbstversorgerhütte steht sie Gruppen für Familien- oder Jugendfreizeiten, Sportgruppen, Familienfeiern, Seminare und Schulaufenthalte zur Verfügung. Die Hütte ist ganzjährig geöffnet, die Schlafplätze werden an Einzelpersonen vergeben. Gruppen können die Hütte auch komplett buchen.
Die nahegelegenen Kletterfelsen im Steinwald erreicht man zu Fuß in wenigen Minuten.

## Verkehrsanbindung
- per öffentlichen Verkehrsmitteln bis Erbendorf, ab hier 5 km Fußweg
- per PKW bis direkt an die Hütte

## Geschichte
Der Standort für die Hütte wurde im Mai 1965 ausgesucht und der Bauplatz für 5000 DM durch die Sektion Weiden des DAV vom Grundeigentümer Gastwirt Zrenner erworben. Baubeginn war im Herbst 1965. An den Baukosten in Höhe von insgesamt 108.000 DM beteiligte sich unter anderem der Fabrikant Wilhelm Seltmann. Die Einweihung fand am 23. Mai 1968 unter anderem im Beisein von Landrat Christian Kreuzer und dem Weidener Bürgermeister Hans Bauer statt. Die Sektion Weiden des DAV verkaufte 2022 die Hütte an die Sektion Regensburg des DAV.

## Sonstiges
In der Hütte erfolgen jährlich etwa 1000 Übernachtungen.